# Modulus Guitars
Modulus Guitars è un'azienda americana di strumenti musicali conosciuta per la costruzione di bassi elettrici con il manico in fibra di carbonio. L'azienda, che in origine si chiamava Modulus Graphite, fu fondata da Geoff Gould, un bassista che lavorava per un'azienda aerospaziale a Palo Alto in California.